# Ernő Solymosi
Ernő Solymosi (Diósgyőr, 21 giugno 1940 – 19 febbraio 2011) è stato un calciatore ungherese, di ruolo centrocampista.

## Carriera
Giocò per Diósgyőri VTK, Újpest FC e Pécsi Dózsa. Con la maglia della sua nazionale vinse la medaglia di bronzo alle Olimpiadi del 1960 e segnò una rete ai Mondiali del 1962.

## Palmarès

### Club
- Campionato ungherese: 3

Újpest: 1969, 1970, 1970-1971
- Coppa d'Ungheria: 2

Újpest: 1969, 1970

### Nazionale
- Bronzo olimpico: 1

Roma 1960